# La Chaussée-Tirancourt
La Chaussée-Tirancourt é uma comuna francesa na região administrativa de Altos da França, no departamento de Somme. Estende-se por uma área de 12,52 km². Em 2010 a comuna tinha 663 habitantes (densidade: 53 hab./km²).